# Somatidia nodularia
Somatidia nodularia är en skalbaggsart som beskrevs av Thomas Broun 1913. Somatidia nodularia ingår i släktet Somatidia och familjen långhorningar. Inga underarter finns listade i Catalogue of Life.